# S3tc
S3TC (S3 Texture compression) é um grupo de algoritmos de compressão de imagems desenvolvido pela S3 Graphics, Ltd. Diferente dos algoritmos convencionais como o JPEG, o S3TC usa um padrão fixo de qualidade e acesso único à memória, fazendo dele um algoritmo ideal para comprimir texturas usadas na computação gráfica.
A partir do DirectX 6.0, a Microsoft comprou a tecnologia S3TC de compressão de texturas, passando a chamar-se DirectX Texture Compression. Com essa ação, a Microsoft conseguiu tornar o S3TC padrão da indústria, sendo usado em praticamente todos os jogos eletrônicos atualmente.